# Wallburg Semberg

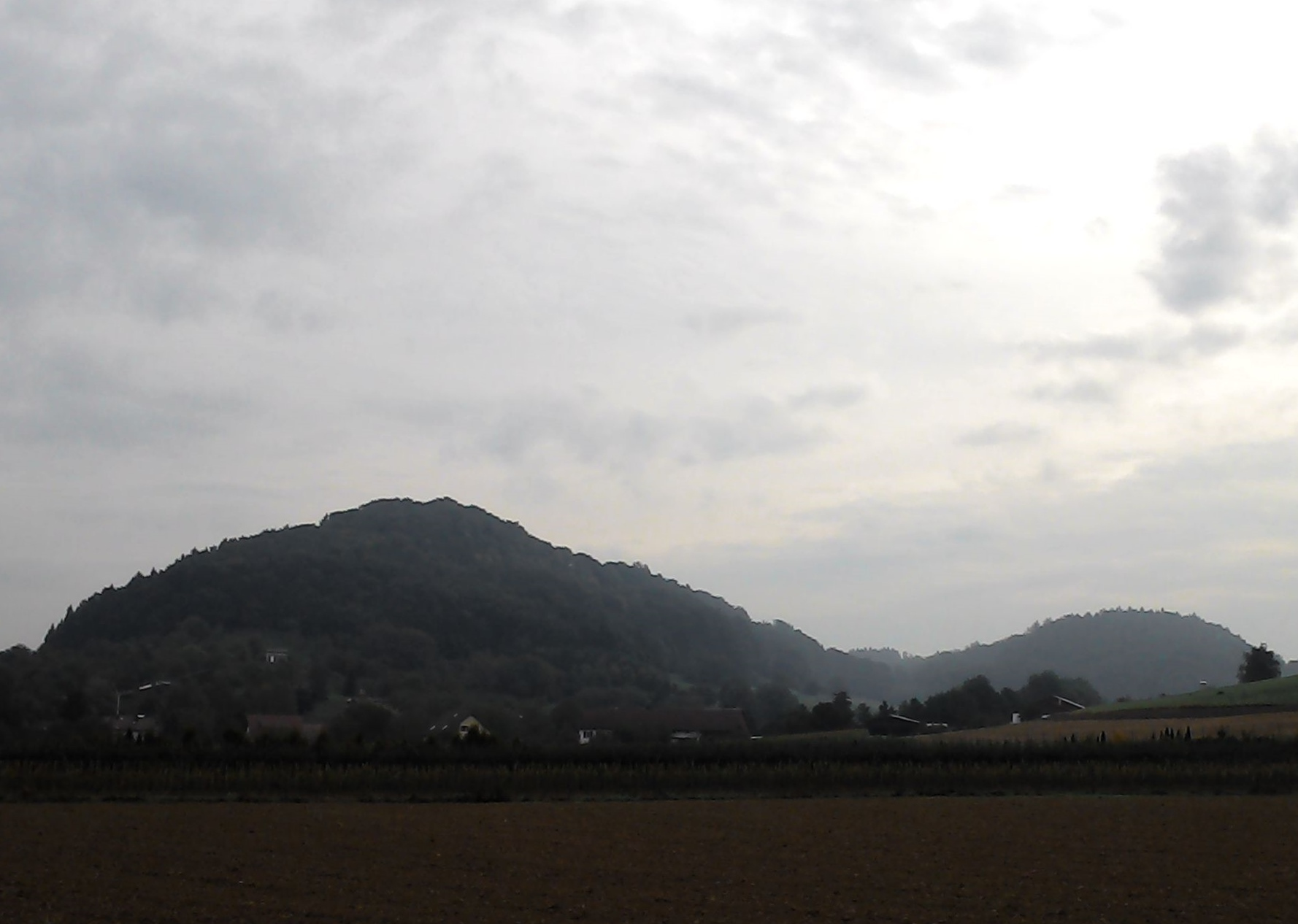
Semberg und Horn (rechts) bei Schwerzen

Der Semberg (auch: Semperbuck) ist eine Anhöhe nahe der Ortschaft Schwerzen (Gemeinde Wutöschingen) im Landkreis Waldshut, Baden-Württemberg. Der nach drei Seiten steil abfallende Berg bot nicht nur eine günstige Verteidigungsposition, sondern beherrschte auch die alte Wegverbindung über den Pass bei Bechtersbohl unterhalb der Küssaburg ins mittlere Wutachtal. Erkennbar von der Höhenburg sind auf dem Semberg noch mehrfach Wall und Graben und einige weitere Relikte, die auf eine lokal bedeutende (militärische) Nutzung schließen lassen. Archäologische Untersuchungen oder gar Ausgrabungen fanden nicht statt. Hinweise finden sich in der älteren Literatur, da früher auch noch Mauerreste existierten und Begehungen noch mehr Rückschlüsse zuließen. Ob eine Verbindung zu den in der Nähe befindlichen hallstattzeitlichen Grabhügeln besteht, ist offen. Nur 2 Kilometer südwestlich befindet sich eine ebenfalls frühzeitliche Anlage auf dem Schloßbückle.

## Lage und Maße der Befestigungen
In seinem Beitrag zur 2006 erschienenen Chronik von Wutöschingen gibt der Heimatforscher Horst Merkel in seinem Beitrag zur Ur- und Frühgeschichte in Bezug auf eine umfangreiche Dokumentation von Egon Gersbach, 1969, Maße der Anlage im Zusammenhang mit einer alten Karte mit dem Titel „Gewann im Rütteli“ an: „Der flache, sich etwa 100 Meter über das Wutachtal erhebende Bergrücken verjüngt sich im Westen zu einem schmalen Sporn. Die vorderste Spitze mit einer Gesamtlänge von ca. 70 m ist durch einen jetzt verfallenen Wall mit einem vorgelagerten Graben abgetrennt.“ Ringsum wird diese ‚vorderste Spitze‘ von drei Seiten mit einem Ringgraben und hohem Wall umfasst (Im Süden fällt die Steilwand fast senkrecht ab). Diese „Hauptburg“ ist auf der Karte als Viereck mit 20 Meter Seitenlänge eingetragen, das östlich vorgelagerte Plateau mit 54 Meter Länge und bis zu 38 Meter Breite. Das Plateau wird von Osten her ebenfalls durch Wall und Graben abgeriegelt. Die im Ringgraben vor der Hauptburg in den Stein geschlagene, runde Vertiefung wird auf der Karte als „Feuerstelle“ interpretiert.
Siehe: Dokumentation Topographie und Befunde

## Historische Nutzungen

### Kelten

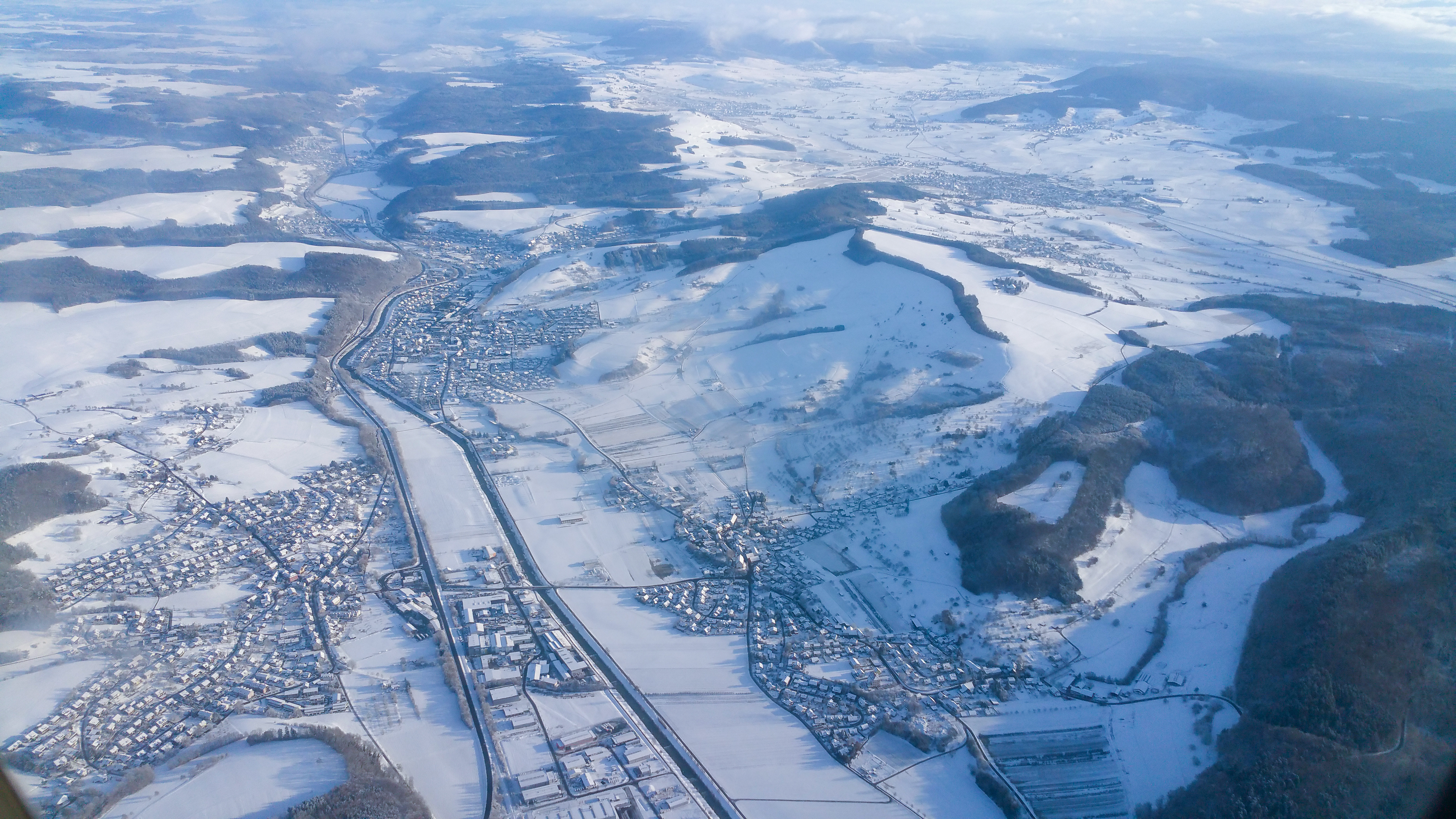
Wutachtal. Links Horheim, gegenüber Schwerzen und rechts anschließend der Semberg: Das gerodete Viereck bezeichnet das Vorfeld der Wallburg

Nahe liegt eine Zuweisung als keltische Höhenburg, da in den Jahrhunderten vor unserer Zeitrechnung die Hochrheinregion nachweislich von keltischen Stämmen besiedelt war. Gipfel mit vergleichbar sperrenden Wällen und steil abfallenden Hängen, die den Kelten zugeschrieben werden und die ebenfalls wichtige Wegeverbindungen beherrschten, sind im Umfeld mehrfach bekannt: Auch „die Küssaburg [...] mag bei ihrer besonderen Lage aus einer vorgeschichtlichen Ringwallburg entstanden sein, wie [...] der Hornbuck bei Riedern am Sand und der Napberg bei Weisweil.“ Aus einem Roman bekannt – Heinrich Huber: Das blaue Licht – ist der Birnberg bei Grießen, dessen Plateau bei Begehung ersichtlich, von einem noch gut erhaltenen Wall abgeriegelt wird. Überregional bekannt ist das ebenfalls in der Region befindliche Oppidum bei Altenburg-Rheinau, das intensiv erforscht wurde.

### Römer
Das Ende der Besiedlung des Oppidums steht im zeitlichen Zusammenhang mit der Einrichtung und Belegung des Legionslagers bei Dangstetten (15 v. bis 9 n. Chr.) und damit einem ersten römischen Zugriff auf die Hochrheinlinie, die zur Unterwerfung der dortigen keltischen Bevölkerung führte. Als gesichert gilt die römische Kultivierung der Region im Zusammenhang mit dem Schwarzwaldfeldzug 73/74 n. Chr. Auf Grund allgemeiner, historisch begründeter Schlüsse und verschiedener ‚Fundbilder‘ geht jedoch auch der Archäologe Jürgen Trumm davon aus, dass die römische Aufsiedlung im Klettgau schon früher erfolgt sein kann – nachdem die Kelten dort unterworfen wurden. Trumm: „Ausgehend von frühzeitlichen Truppenlagern in Zurzach und Hüfingen könnte die zivile Aufsiedlung des Klettgaus bereits in spättiberisch-frühclaudischer Zeit erfolgt sein, wie dies für das westlich anschließende Oberrheingebiet immer wahrscheinlicher wird.“ Auch Voellner meint: „Als die Römer im Jahre 10 v. Chr. bei Zurzach den Rhein überschritten, machten sie zunächst die Wutach zur Grenzlinie.“ Die direkte Wegführung von Bechtersbohl aus zur Wutach führte am Semberg vorbei.

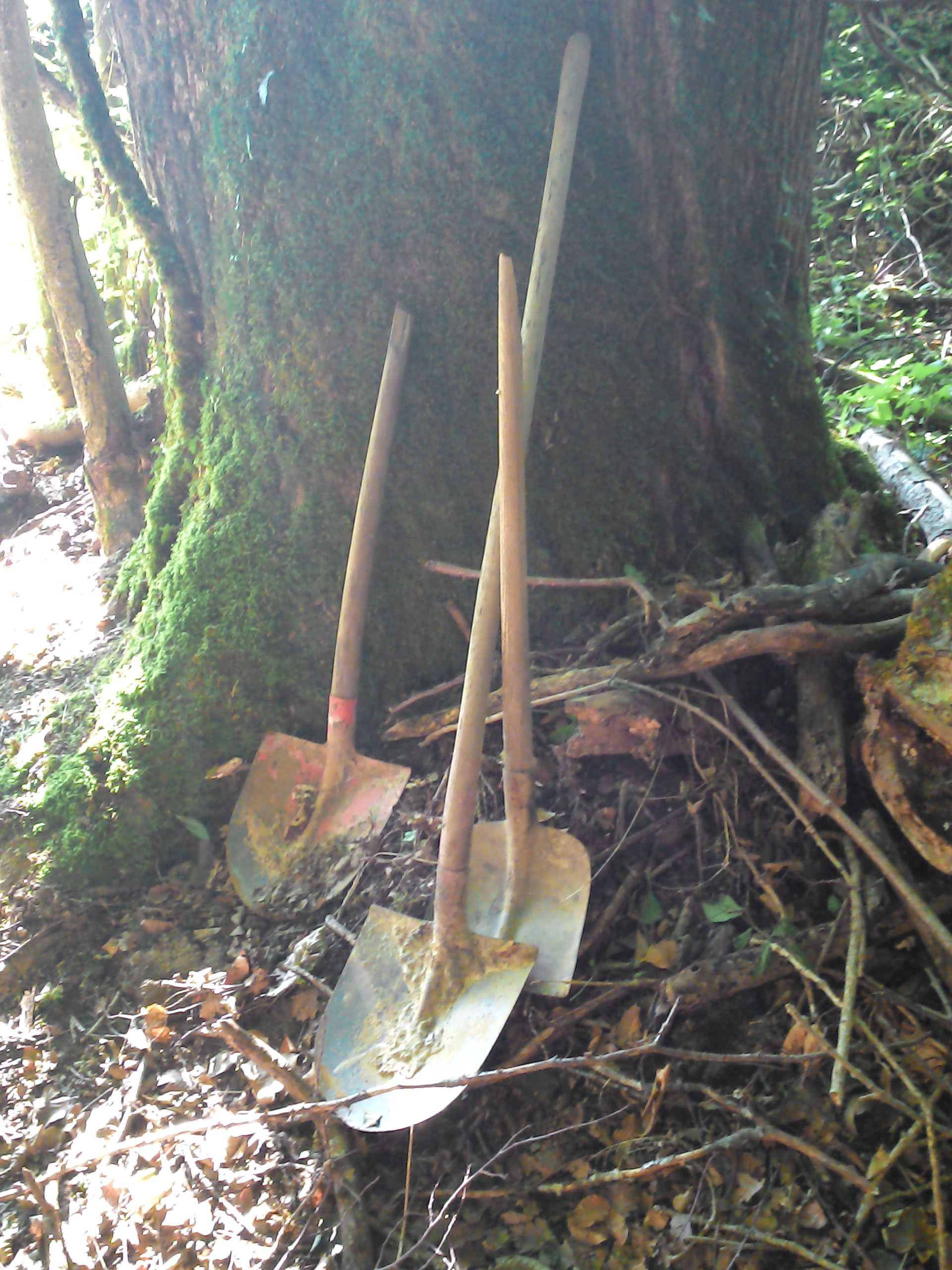
Konfiszierte Schaufeln von Schatzgräbern auf dem Schloßbückle

Ein Szenario existiert in der Heimatforschung in Verbindung mit einem weiteren, unerforschten Platz mit auffälligen Wall- und Grabenstrukturen mit dem Namen „Schloßbückle“, der in Sichtverbindung mit dem Semberg steht: „Das Schloßbücklein, oberhalb der Kläranlage, dürfte ein römischer Lageposten gewesen sein, der zur Beobachtung der Ringburg auf dem Semberg diente, oder auch zur Unterstützung eines Angriffs auf diesen hoch gelegenen Ringwall.“ Der Autor macht auch Angaben zur taktischen Lage: „Eine römische Straße lief vom Klettgau herüber über diese Höhe in unmittelbarer Nähe des Schloßbückleins nach Willmendingen und über Schwerzen nach Horheim, wo man die Wutach mittels einer Brücke überschreiten konnte. Von Horheim stieg diese Straße über die Höfe, am sogenannten Altstädli vorbei in Richtung Bonndorf weiter.“ Der Autor bezieht sich in seinem Artikel auch auf eine ältere Quelle: „Samuel Pletscher aus Schleitheim/Schweiz schrieb in einem veröffentlichten Bericht am 21. Dezember 1890, über die alten Befestigungsanlagen auf dem Semberg, daß die große Nähe des Schloßbücklein-Befestigungspunktes zum Sembergringwall, hauptsächlich die Gestaltung des ersteren als ziemlich regelmäßiges Viereck, vermuten laße, daß es römischen Ursprungs sein könnte.“ Vermutlich an dieser Straße lag auch der beim heutigen Breitwiesenhof vor Ühlingen nachgewiesene römische Gutshof.

### Mittelalter
H. Merkel nennt die Befestigungen auf der Anhöhe in Zusammenfassung von Gersbach, 1969, eine „frühmittelalterliche Wehranlage“. Ein Teil könnte jedoch „schon in frühgeschichtlicher Zeit entstanden und später in die Gesamtanlage miteinbezogen worden sein. [...] Der endgültige, heute feststellbare Ausbau kann jedoch erst in spätkarolingisch-ottonischer Zeit erfolgt sein. [...] Möglicherweise handelt es sich bei dieser Wehranlage um Sitz oder Refugium der Herren von Schwerzen, die erstmals zwischen 1090 und 1100 urkundlich fassbar sind.“

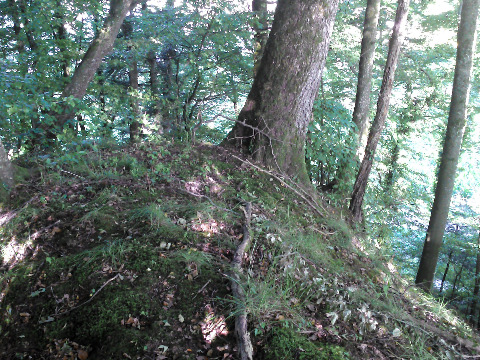
Der innere Wall auf dem Schloßbückle

Zu jener Zeit könnte es sich dann auch beim Schloßbückle „um einen Ansitz oder Burgstall handeln, der an einem wichtigen Straßenzug lag, der von Zurzach kommend wutachtalaufwärts führte.“

### Gegenwart

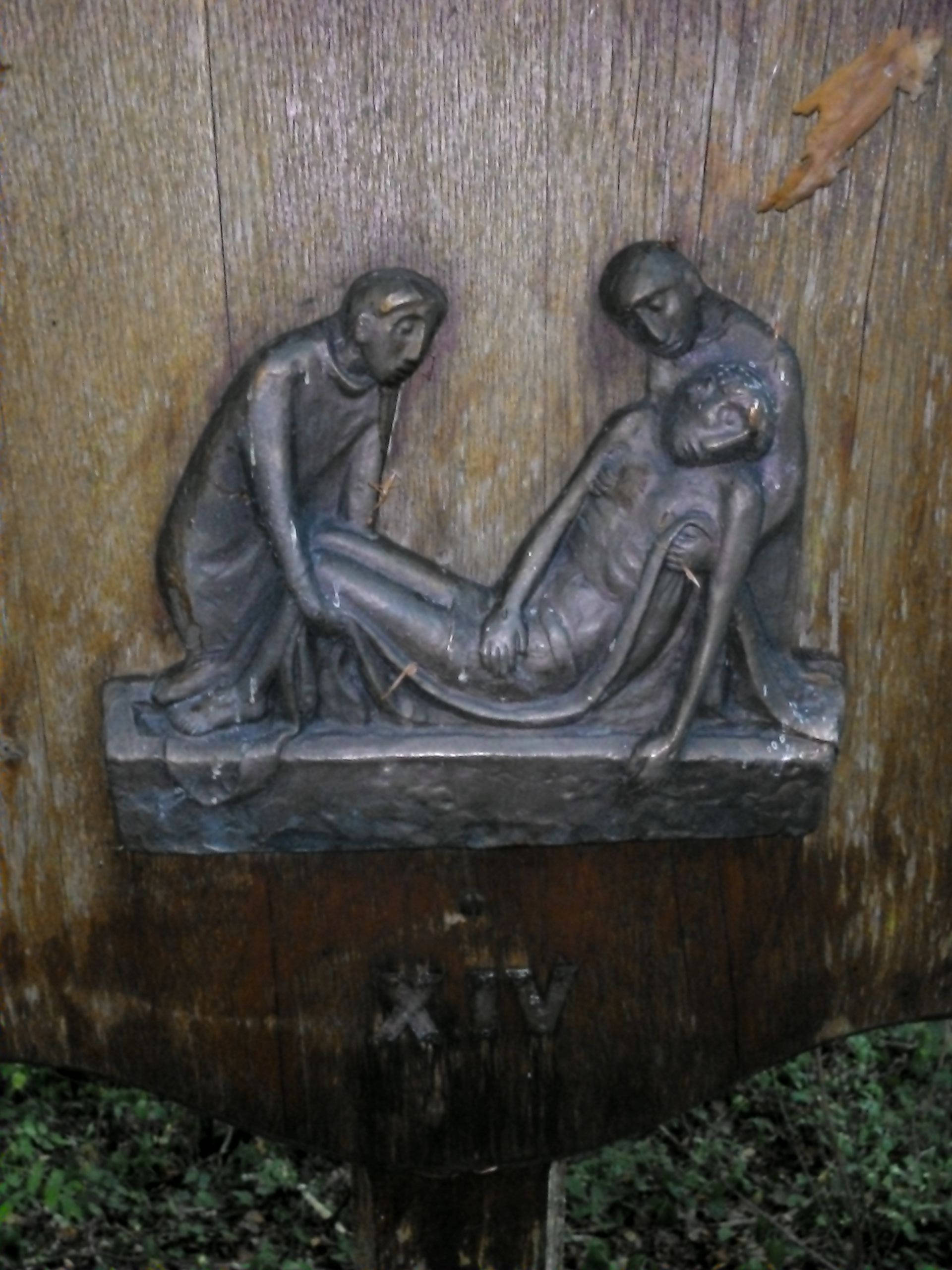
Tafel des Kreuzwegs auf dem Gipfel des Sembergs mit der Grablegung Jesu

Heute befindet sich ein Kreuzweg vom Fuß des Sembergs bis hin auf seinen Gipfel.
„Im Sommer 2003 wurde am Fuße des Sembergs von Pfarrer Karl Boll anlässlich seines Goldenen Priesterjubiläums mit Unterstützung von mehreren ehrenamtlichen Helfern die kleine Sembergkapelle erbaut zum Andenken an die von Schwerzen und Horheim hervorgegangenen Priester und Ordensfrauen.“ Von der 1967 abgerissenen Kapelle des Schlosses Willmendingen wurde von Hans Mayer „das von ihm gerettete und 36 Jahre lang gehütete Wappen der Familie Beck aus der Schlosskapelle (eingebaut).“

## Dokumentation Topographie und Befunde
Die präzise Beschreibung der Topographie des Semberg in Egon Gersbachs Urgeschichte des Hochrheins ist ein außerordentliches Dokument, das heute kaum mehr zugänglich ist (Privatbesitz). Deshalb hier die ungekürzte Wiedergabe:
„Südöstlich des Ortes [Schwerzen] haben zwei heute nur bescheidene Wasserläufe eine langgestreckte Bergzunge, den Semperbuck, aus der Wasserscheide zwischen Wutach- und Klettgautal herausgeschnitten. Er besteht im Untergrund aus Hauptmuschelkalk und trägt eine mächtige Decke aus diluvialer Nagelfluh und Schottern, die vor allem im Bereich des ‚Rüttili‘, im Ostteil, dick eingelößt sind.
Der Buck springt als nahezu 700 m langer und annähernd dreieckiger Rücken aus der Wasserscheide nach Westen gegen die Wutach vor, deren Talweite er um 105 m überragt. Mit dem Hinterland ist er nur durch einen eingeschnürten und deshalb sehr schmalen Hals verbunden, der sich vortrefflich zur Anlage von Verteidigungswerken eignete. Seine Südflanke besteht weithin aus beinahe senkrecht in die Tiefe stürzenden Nagelfluhwänden; sie ist praktisch unzugänglich. Die Westspitze fällt in einem mit Nagelfluhpartien durchsetzten Steilhang zur Niederterrasse der Wutach ab, auf der gerade zu ihren Füßen ein alter Straßenzug wutachaufwärts führt, der seinen Ausgangspunkt in Zurzach, dem römischen Tenedo hat. Auch die Nordflanke steigt in ihrem Westteil zunächst noch ziemlich schroff aus der Wutachniederung empor, verliert nach O zunehmend an Steilheit und mündet schließlich in die vom Schwerzener Dorfbach gerissene Rinne.
Der Rücken selbst ist in der Längsachse ziemlich eben und fällt nur nach Norden etwas stärker ein. Er wird an seiner schmalsten Stelle, knapp 600 m von der Spitze entfernt, von zwei Gräben mit leicht überhöhter Zwischenrippe – Br. etwa 1,50 bis 2,00 m – gegen das östliche Hinterland abgeriegelt.“

### Äußere Verteidigungslinie
„Beide Gräben – L. etwa 80 m, Br. 2,00 m, T. etwa 1,00 m – setzen im Süden an einer tiefen Rinne an, queren in gerader, nur durch einen Weg unterbrochener Flucht den engen Hals, greifen auf den Nordhang über und schwingen dann bogenförmig zu dem allmählich steiler werdenden Abhang ein, wo sie sich vereinigen. An der flachsten Stelle dieses Hangabschnittes ist ein dritter Graben vorgelagert – Br. etwa 2,00 m, T. etwa 0,70 m, der sich nach etwa 40 m mit den beiden Hauptgräben vereinigt. Aus dem innersten Graben steigt unvermittelt eine sicher künstlich versteilte Böschung empor, sie hat eine H. von 4-6 m und läßt sich als deutliche Hangterrasse noch weit über die Grabenden hinaus verfolgen. Auf der Terrasse fehlen jegliche Spuren einer Wallaufschüttung; möglicherweise war sie nur durch eine starke Randpalisade gesichert. Der Zugang ist zweifellos auf der Südseite zu suchen, doch bleibt seine genaue Lage vorerst unklar, weil das Gelände in diesem Abschnitt modern stark verändert worden ist.“

### Innenflächen I und II
„Diese erste Befestigungslinie schirmt den Innenraum I ab, dessen Nordkante zumindest streckenweise den Eindruck künstlicher Versteilung macht. Die Innenfläche besitzt einen etwa hochtrapezförmigen Umriß, ist etwa 800 m lang und misst an der breiten Basis im W knapp 180 m. Hier zieht die Bergzunge von Norden her kräftig ein und verengt sich bis auf einen schmalen Sporn, der im S noch einmal um gut 100 m nach W vorspringt. Der schmale Hals wird von einem zweiten Erdwerk abgeriegelt.“
„Der Wall – L. etwas über 30 m, max. Basisbreite 11 m, max. Höhe 2 m – ist aus lehmig-kiesigem Material aufgeschüttet und weist eine bogenförmige Linienführung auf. Er beginnt im Süden erst einige Meter einwärts der jäh abbrechenden Felswand, erreicht hier seine höchste Kronenhöhe und führt dann, stetig an Höhe verlierend zum Nordhang hinüber, biegt in das O-W-Streichen der Hangkante ein, wo er sich allmählich verliert. Auch diese scharf ausgeprägte Hangkante dürfte künstlich versteilt sein. Dem Erdwall ist auf der Außenseite ein heute ziemlich verflachter Graben – Br. etwa 2,00 m, T. etwa 0,70 bis 1,00 m – vorgelegt. Sein Nordende streicht in der steilen Hangböschung aus, im S ist er durch einen Saumpfad leicht verändert, der, dicht der Plateaukante folgend, den einstigen Zugang zum Innenraum II markiert. Die annähernd rechteckige Innenfläche misst etwa 50 × 40 m und ist fast eben. Ihre westliche Schmalseite stößt an die dritte und letzte Verteidigungslinie, das Kernwerk, an, das aus einem Schildwall mit vorgelegtem Graben besteht.

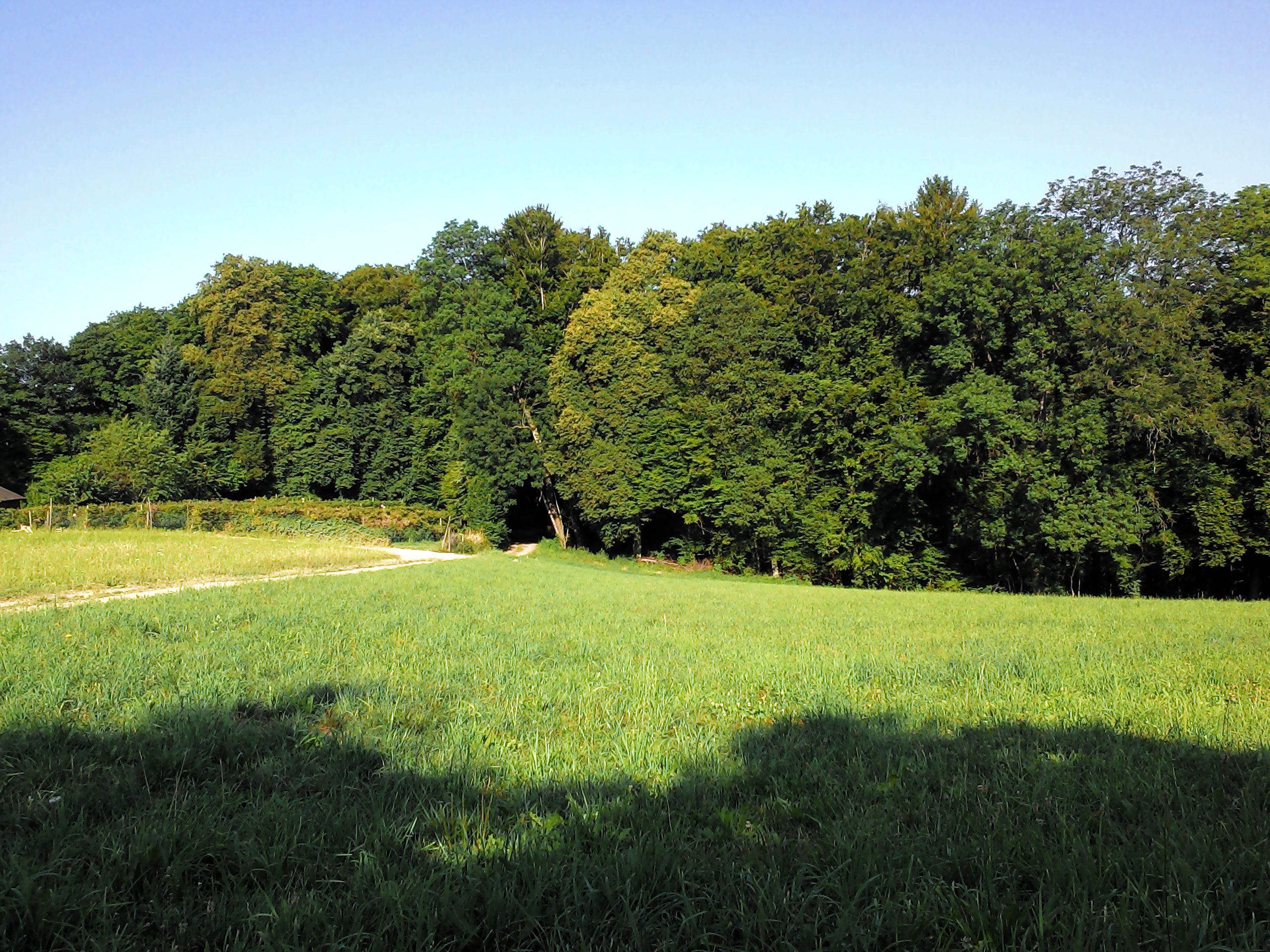
Zugang vom Innenbereich II zum Gipfelplateau

Der mächtige Wall – L. etwa 20 m, Basisbr. etwa 9 m, H über dem Innenraum etwa 5 m, über der Grabensohle etwa 9 m – beginnt einige Meter einwärts der senkrecht abbrechenden Felswand im S, steigt steil zu seiner vollen Kronenhöhe auf und läuft in gerader Linie nach N. Dort dacht er zum Ringraben ebenso steil ab. Er ist aus dem Kies des Grabenaushubs und Nagelfluhbrocken aufgeschüttet, besitzt eine sehr steile Außenböschung und dürfte keine Steinfront besessen haben. Der hufeisenförmig angelegte Außengraben – Br. etwa 3-5 m, T. max. 4 m – setzt im S an der Nagelfluhfelswand an und mündet 30 m westlich wieder in dieselbe Felswand ein. Er ist aus der vor allem im O betonharten Nagelfluhkappe ausgebrochen; hier liegen auf der Grabensohle kubikmetergroße Nagelfluhblöcke umher, von denen nicht zu sagen ist, ob sie von der Wallkrone herabgestürzt oder einfach im Graben liegengeblieben sind, weil es zu mühsam war, sie zu entfernen. Auch der westliche Grabenarm ist nicht durchgängig mit gleicher Sorgfalt und gleich tief ausgehoben worden. Dadurch verstärkt sich der Eindruck eines unvollendet gebliebenen Grabens, sei es, dass der Nagelfluhfels der Außenschachtung zu großen Widerstand entgegengesetzt hat, sei es, dass die Arbeit aus anderen Gründen nicht zu Ende geführt werden konnte oder sollte.“

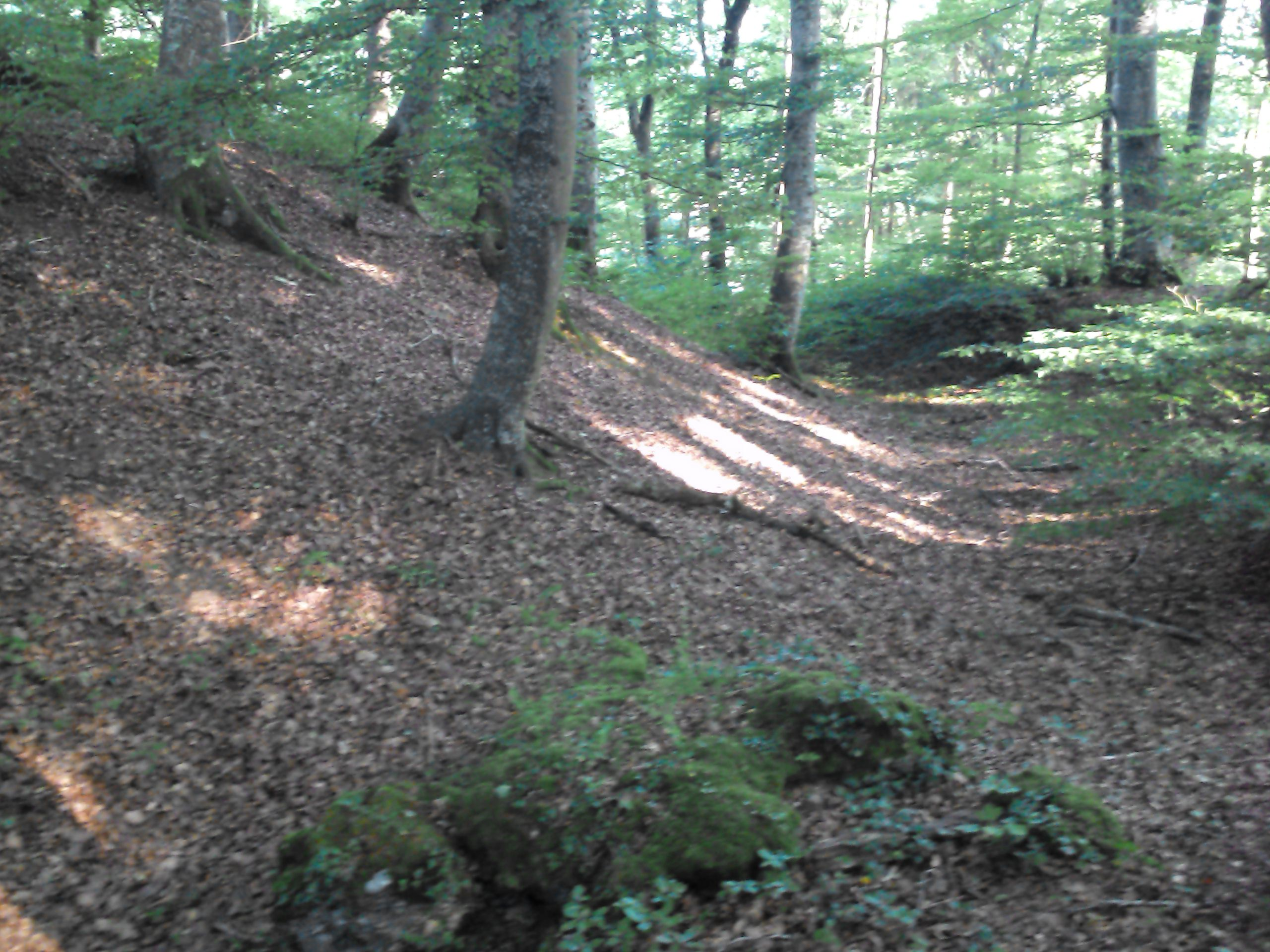
Der zur Hauptburg (links) ansteigende Wall

### Innerste Befestigung
„Der hufeisenförmige Graben umschließt den etwa 20 × 25 m messenden Innenraum III (‚Semberg‘) und sichert ihn sowohl nach Osten und Norden als auch nach Westen gegen die vorderste Bergspitze ab. Dieser Innenraum ist durch Ausplanierung des Grabenaushubs podiumartig erhöht und fällt deshalb mit steilen Böschungen in die Grabenumrandung ab. Im Osten schließt das niedrige, ebene Podium, auf dem sich mutmaßlich ein Turm erhoben hat, an den steilen Innenfuß des Schildwalls an. Der Zugang zu dieser letzten, außerordentlich stark umwehrten Befestigung lag an der Südseite hart an der senkrechten Felswand; er dürfte dieselbe Trasse wie der heutige Saumpfad benutzt haben.“

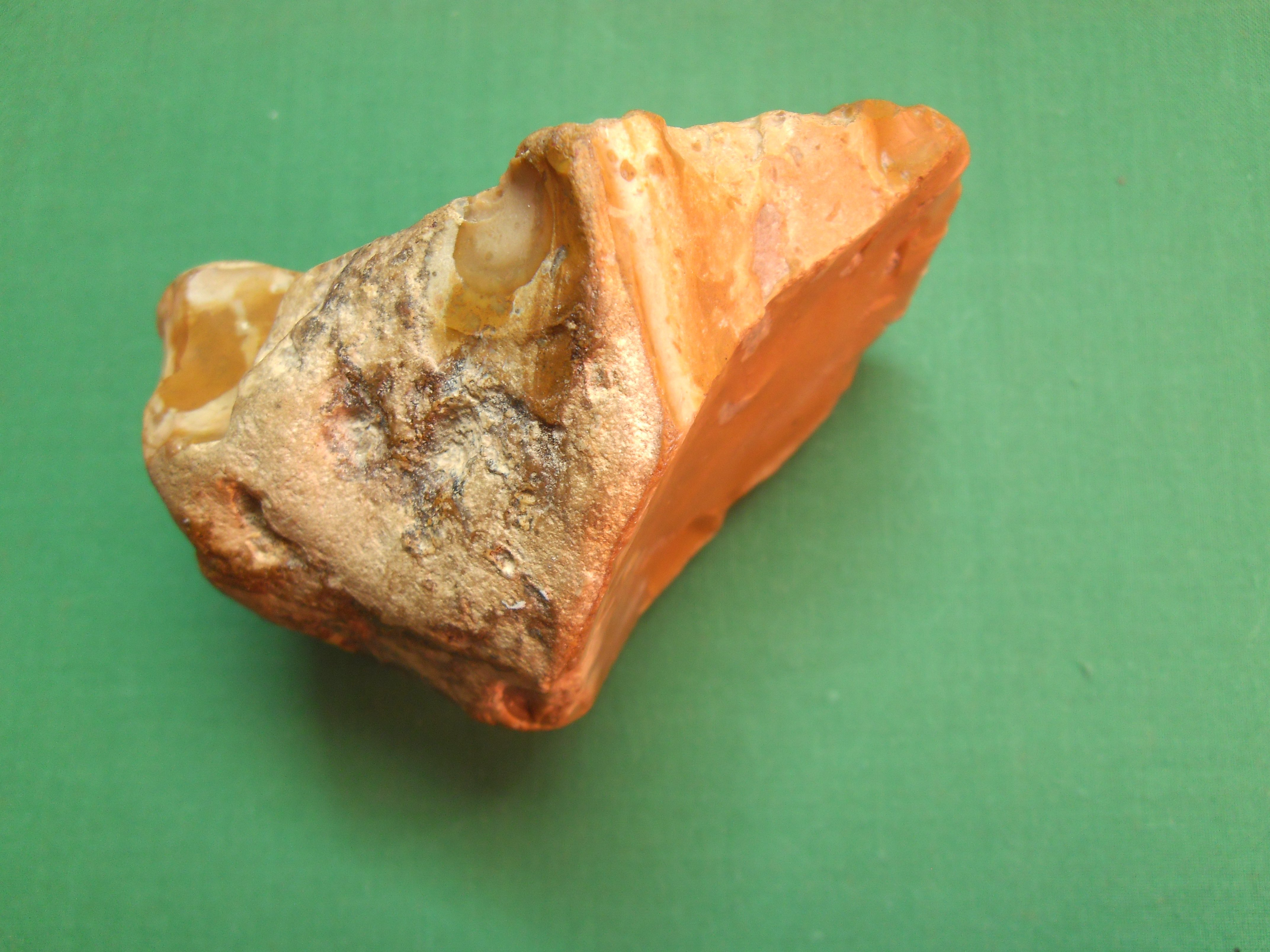
Faustkeil aus Feuerstein, gefunden beim Bau des Hochbehälters der Wasserversorgung auf dem Semberg

### Befunde
„Bebauungsspuren sind in keinem der Innenräume sichtbar. Die Suchgräben, die W. Albiker, Schwerzen, in den 20er Jahren im östlichen Arm des hufeisenförmigen Grabens sowie auf der Ost- und Südseite und in der Mitte von Innenraum II gezogen hat, blieben diesbezüglich ohne Befund. Zumindest ist nichts Entsprechendes bekanntgeworden. Funde fehlen bisher vollkommen. Silexgeräte, die oberflächlich auf dem beackerten Rücken von Innenraum I (‚Rüttele‘) aufgesammelt worden sind (s. Fundkat. Schwerzen), zeigen lediglich an, daß dieser beherrschende Rücken schon im Neolithikum aufgesucht worden ist. Für die Altersstellung der Anlage sind sie ohne Belang.
Ihrem Typus nach entspricht diese dreigegliederte Befestigung mit hintereinandergestaffelten Verteidigungsanlagen vollauf jener von Berau. Bei beiden weist der mächtige Schildwall der auffallend kleinen ‚Kernanlage‘ mit seinem vermutlich für einen Turm bestimmten Innenpodium ganz entschieden auf eine Entstehung in frühgeschichtlicher, genauer spätkarolingisch-ottonischer Zeit. Die tiefgestaffelten Gräben und die künstliche Hangversteilung der dahinter aufsteigenden Böschung von Innenraum I, die zumindest streckenweise künstliche Versteilung der Hangböschung von Innenraum II sind ebenfalls Kennzeichen von Wehranlagen dieser Zeitstellung. Welche Funktionen die einzelnen Befestigungsanlagen besessen haben, entzieht sich einstweilen noch unserer Kenntnis, und ebenso ist es ungewiss, ob die Gesamtanlage in einem Guss entstanden ist.
Der ziemlich verschlissene Abschnittswall und der ihm vorgelegte, gleichfalls stark verflachte Graben, die den Innenraum II gegen den Innenraum I abschirmen, könnten schon in urgeschichtlicher Zeit entstanden sein; beide Verteidigungswerke wären dann später in die neue Anlage miteinbezogen worden. Ob dem so ist, wäre nur durch Grabungen zu erweisen. Wenn das zutrifft, hätten sie den rund 100 m langen und noch nicht unterteilten Bergsporn ursprünglich als selbstständige Befestigungswerke abgeriegelt. Vielleicht sind zwei große hallstattzeitliche Grabhügel, die in ihrem Vorfeld in der Luftlinie nur 2,2 km südöstlich auf der Hochfläche liegen, mit dieser mutmaßlich ältesten Befestigungsanlage in Verbindung zu bringen. Es kann aber keinem Zweifel unterliegen, dass die Wehranlage ihren endgültigen, heute vorliegenden Ausbau erst in spätkarolingisch-ottonischer Zeit erfahren hat. Mit größter Wahrscheinlichkeit handelt es sich um Sitz und Refugium, zumindest jedoch um das letztere, der edelfreien Herren von Schwerzen, die erstmals zwischen 1090 und 1100 urkundlich erfassbar sind.“